# Mamia Ier de Gourie
Mamia Ier de Gourie (Mamia Ier Gurieli géorgien : მამია I გურიელი, mort en 1534), de la maison  Gouriel, est prince de Gourie de 1512 jusqu'à sa mort en 1534. Il succède à son père Georges Ier de Gourie. Mamia s'implique dans le conflit entre les deux royaumes de Géorgie orientale de Karthli et de Kakhétie en 1520. Par la force des armes il contraint David X de Karthli à conclure la paix avec Léon Ier de Kakhétie, son gendre. Le Gouriel Mamia Ier fait également campagne en 1533 conjointement avec son homonyme Mamia III de Mingrélie contre des bases de pirates circassiens. L'expédition se termine par un fiasco avec la capture et la mise à rançon de Mamia.

## Accession au trône et premier règne
Mamia est le fils de Georges Ier Gurieli, à qui il succède à sa mort comme mtavari (c'est-à-dire prince) de Gourie, une région de Géorgie occidentale située le long de la côte de mer Noire devenue une principauté souveraine  lors de la  dissolution du  royaume de Géorgie en 1491. Mamia accède au trône avec l'accord de Bagrat III d'Iméréthie, son suzerain royal. Dans l'historiographie moderne, par exemple dans les travaux de Cyrille Toumanoff, on lui assigne le numéro d'ordre III, bien qu'il soit le 1er prince de ce nom, du fait qu'il est le 3e Mamia de la lignée des Gouriel, le premier étant le père de Kakhaber Ier Gurieli, duc de Svanétie, et le second  un Mamia (II) Gurieli (vers 1460) .
En 1520, Mamia est sollicité par Léon ou Levan, roi de Kakhétie en Géorgie orientale, qui souhaite épouser sa fille et obtenir son aide contre les empiétements du roi David X de Karthli. Mamia négocie pour ses troupes le libre passage auprès de l'atabeg du Samtskhe, traverse  les monts de Meskhétie et s'avance dans le Karthli où il défait David X à Mokhisi. Ce dernier tombe malade et retourne dans sa capitale Tbilissi où il se prépare à une contre attaque, quand un dignitaire envoyé par le Gouriel pour parlementer le persuade de rencontrer Mamia et Léon de Kakhetie à une conférence de paix à Moukhrani. Après la conclusion de la paix, Mamia envoie sa fille Tinatin Gurieli épouser Levan,.

## L’expédition contre les Zygiens
En 1533, le Gouriel Mamia joint ses forces à celles de son homonyme Mamia III Dadiani, prince de Mingrélie, dans une  expédition contre les actes de piraterie menés par une tribu Circassienne de Zygiens, dont les vaisseaux infestent les côtes de la mer Noire en Gourie et en Mingrélie.
Une action combinée navale et terrestre des forces de Mingrélie et de Gourie s'engage le 30 janvier 1533. La première rencontre 
est à l'avantage des alliés malgré la féroce défense des Zygiens. Mais le lendemain de nombreux nobles Mingreliens, fatigués de combattre, font défection à l'instigation de Tsandia Inal-Ipa, issu d'une peuplade d'Abkhazie. Les forces alliées sont mises en déroute. Mamia Gurieli est fait prisonnier pendant que son fils cadet Georges et Mamia Dadiani de Mingrélie sont tués. Plus tard  Malachias Ier Abashidzé  Catholicos d'Iméréthie et d'Abkhazie doit se rendre en Zygie afin de payer la rançon des survivants et de racheter les corps des morts,,,. Mamia meurt l'année suivante, en 1534, et il a comme successeur son fils aîné Rostom de Gourie.

## Union et postérité
Mamia Gurieli s'est marié avec une princesse Ketevan (Keteon), d'origine inconnue. Elle est mentionnée dans les documents ecclésiastiques du XVe siècle, agape records. Mamia a deux fils et au moins une fille :
- Rostom (mort en 1566), prince-régnant de Gourie (1534–1556),
- Georges (mort en 1533), tué lors de l'expédition contre les Zygii,
- Tinatin (morte en 1591), première épouse du roi Léon Ier de Kakhétie,
- N.N. (morte en 1585), fille anonyme, première épouse putative du roi Georges II d'Iméréthie[11].